# Обман (фильм, 1991)
«Обман» (англ. Deceived) — американский триллер 1991 года.

## Сюжет
Брак, который казался совершенным, рушится после мнимой смерти Джека Сондерса, мужа Эдриен. После его предполагаемой смерти с Эдриен начинают происходить странные события, которые связаны с прошлым Джека. Она начинает докапываться до истины и постепенно понимает, что была обманута. Её муж на самом деле был не тем, за кого себя выдавал, и теперь ей с дочерью грозит опасность.

## В ролях
| Актёр            | Роль           |
| ---------------- | -------------- |
| Голди Хоун       | Эдриен Сондерс |
| Джон Херд        | Джек Сондерс   |
| Деймон Рэдферн   | Мастер Ди      |
| Чарльз Кэссетли  | официант       |
| Робин Бартлетт   | Шарлотта       |
| Эшли Пелдон      | Мэри Сондерс   |
| Беатрис Страйт   | мать Эдриен    |
| Джордж Робертсон | отец Эдриен    |

## Интересные факты
За первую неделю кассовые сборы составили $ 4 316 719. С бюджетом в $ 30 000 000, кассовые сборы фильма составили всего $ 28 700 000, что стало коммерческим провалом.